# Markéta Jeřábková
Markéta Jeřábková, née le 8 février 1996 à Pilsen, est une handballeuse tchèque. Elle évolue au poste d'arrière gauche avec l'équipe nationale de Tchéquie et dans le club norvégien du Vipers Kristiansand depuis 2021.

## Palmarès

### En club
Compétitions internationales
- Vainqueur de la Ligue des champions (1) en 2022

Compétitions nationales
- Vainqueur du Championnat de Tchéquie (3) en 2015, 2016 et 2017
- Vainqueur du Championnat de Norvège (1) en 2022
- Vainqueur de la Coupe de Norvège (1) en 2021

### en équipe nationale
- 10e place au Championnat d'Europe 2016
- 8e place au Championnat du monde 2017
- 15e place au Championnat d'Europe 2018
- 15e place au Championnat d'Europe 2020
- 19e place au Championnat du monde 2021

### Distinctions individuelles
- élue meilleure joueuse du Final 4 de la Ligue des champions 2022